# 대한민국 제19대 대통령 선거 더불어민주당 후보 경선
더불어민주당 제19대 대통령 후보 경선은 대한민국 제19대 대통령 선거를 위해 더불어민주당의 대통령 후보를 선출한 절차를 말한다. 사전 모집 선거인단에 의한 국민 참여 경선 결과 문재인 전 당 대표가 전체 유효투표수의 과반을 얻어 결선투표 없이 후보로 선출되었다.

## 경과
2017년 2월 19일부터 3월 9일까지는 더불어민주당 대통령 후보경선 대국민 1차 선거인단 모집을 실시했다. 당원이 아닌 완전 국민을 대상으로 한 경선을 목표로 하였으며, 1차에서 1,630,595명의 선거인단이 모집되었다. 이후 3월 12일부터 3월 21일까지는 2차 선거인단 모집을 실시, 마지막날 오후 6시 마감하여 최종적으로 214만명에 달하는 선거인단을 확보하였다.
3월 12일부터 13일까지 더불어민주당 대통령 예비후보 등록이 진행되었으며, 안희정·문재인·이재명·최성의 4자 구도 대결이 확정되었다. 3월 22일에는 전국 동시투표소 투표를 진행하였고, 3월 25일 호남 지역을 시작으로 각 지역별 자동응답시스템(ARS) 투표와 순회투표를 차례로 진행하였다. 선거인단으로 등록한 2,144,840명 중에 1,642,640명이 투표해 최종 투표율은 76.6%를 기록했다. 이는 역대 주요 정당의 대통령 후보 경선 역사상 최고의 투표율이었다.
4월 3일 수도권 지역 경선에서 문재인 전 대표가 60.4%를 득표하며 1위에 오르는 동시에, 전 지역에서 1위 압승을 거두면서 과반 이상 득표로 인해 최종결선 투표 없이 곧바로 대선후보로 선출되었다. 문 후보는 “오늘 우리에게 승자와 패자는 없다. 승자가 있다면 그건 바로 촛불을 밝힌 국민들”이라며 “국민의 명령을 받들어 국민 대통령 시대를 열겠다”고 약속하는 동시에, “세 동지가 저의 영원한 정치적 동지로 남기를 소망한다”며 “그동안 어느 캠프에 있었든, 누구를 지지했든, 이제부터 우리는 하나다”라고 강조하며 세 후보 지지세력 결집에 나섰다.

## 논란

### 문재인 후보 패권주의 논란
1월 3일 더불어민주당의 산하연구기관인 민주연구원의 개헌저지보고서 사건으로 민주당 내 계파 갈등이 심화되자 박원순 서울시장은 문재인 전 대표를 패권주의의 상징이며 청산해야 할 기득권 세력이라며 비판하였고, 민주당 지지자들 사이에서 논란이 되었다. 안희정 충남지사는 "당에서 가장 큰 영향력을 가진 문 전 대표에게 문제의식을 보이고 문제제기를 하는 것마저 너무 비판할 수는 없다"는 의견을 밝혔다.
개헌에 찬성했던 김부겸 의원이 개헌저지보고서에 대해 편향적이고 당의 통합과 단결을 와해시키는 행위라 비판하자 문재인 후보의 지지자들이 대량으로 비난성 문자를 보내 항의를 표시하는 일이 있었다. 이재명 성남시장은 이에 대해 당을 망치고 민주주의를 파괴하는 행위라 비판하였다. 최성 고양시장은 정계개편과 개헌이 정치권의 이해관계에 따라서만 이야기 되는 상황을 비판하며 정치개혁과 자치분권 국가, 공정한 국가, 정의로운 국가, 청렴한 국가를 만들겠다는 의견을 밝혔다.

### 안희정 대연정 공약 논란
반기문 전 유엔 사무총장이 불출마를 선언한 이후 안희정 후보에 대한 보수층의 여론이 높아졌다. 2월 2일 안희정은 중도 통합의 이름으로 참여정부 시절 이루지 못한 대연정을 실현할 것이며, 이 대연정은 새누리당과도 가능하다는 의견을 밝혔다. 이재명 후보는 안희정 후보의 대연정이 촛불민심에 대한 배신이며 친일독재 부패세력에게 탄핵이 되더라도 살 길이 있다는 구원의 손길을 내비치는 것이라며 안희정 후보의 발언 철회 및 사과를 요구했다. 최성 후보는 이 같은 대연정 의견에 대해 안희정 후보가 의원 경험이 없기 때문에 그런 의견을 내는 것이라며 보수표를 얻으려는 정치적 계산이 의심된다고 비판했다. 하지만 이런 여러 후보들의 다양한 의견이 제시되고 국민적 관심도 받으며, 당의 지지율은 3월 들어 50%를 상회하게 된다.

## 후보자
2017년 1월 5일 최성 고양시장이, 1월 22일 안희정 충남지사가 대선 출마를 선언하였고, 1월 23일에는 이재명 성남시장이 자신이 15살 때부터 일했던 성남 오리엔트 시계공장에서 대선 출마를 선언하였다. 문재인 전 대표는 3월 24일 동영상으로 대선 출마 선언을 했다.
당초 유력 후보로 거론되던 박원순 서울시장은 1월 26일, 김부겸 의원은 2월 7일 불출마를 선언하였다.
| 더불어민주당 제19대 대통령 선거 경선 후보 | 더불어민주당 제19대 대통령 선거 경선 후보 | 더불어민주당 제19대 대통령 선거 경선 후보 | 더불어민주당 제19대 대통령 선거 경선 후보 | 더불어민주당 제19대 대통령 선거 경선 후보 |
| 기호                                      | 이름                                      | 생년                                      | 경력 | 비고                                      |
| ----------------------------------------- | ----------------------------------------- | ----------------------------------------- | --- | ----------------------------------------- |
| 1                                         | 이재명                                    | 1963년                                    | 제19·20대 경기도 성남시장 |                                           |
| 2                                         | 최성                                      | 1963년                                    | 제17대 국회의원 제8·9대 경기도 고양시장 대통령비서실 외교안보실·정무수석실 행정관                                                                                                 |                                           |
| 3                                         | 문재인                                    | 1953년                                    | 더불어민주당 상임고문 前 더불어민주당 당대표 대통령비서실 민정수석비서관 대통령비서실 시민사회수석비서관 제29대 대통령비서실장 제19대 국회의원 민주통합당 제18대 대통령 선거 후보 | 최종 후보 선출                            |
| 4                                         | 안희정                                    | 1964년                                    | 제36·37대 충청남도지사 |                                           |

## 결과
| 투표일            | 구분                                | 이재명  | 이재명 | 최성  | 최성  | 문재인  | 문재인 | 안희정  | 안희정 | 합계      |
| ----------------- | ----------------------------------- | ------- | ------ | ----- | ----- | ------- | ------ | ------- | ------ | --------- |
| 3월 22일          | 호남권 현장                         | 1,862   | 14.9%  | 44    | 0.4%  | 8,167   | 65.2%  | 2,451   | 19.6%  | 12,524    |
| 3월 22일          | 충청권 현장                         | 861     | 15.0%  | 3     | 0.1%  | 2,827   | 49.1%  | 2,062   | 35.8%  | 5,753     |
| 3월 22일          | 영남권 현장                         | 1,468   | 18.4%  | 9     | 0.1%  | 5,586   | 70.2%  | 897     | 11.3%  | 7,960     |
| 3월 22일          | 수도권·강원·제주 현장 & 제주 대의원 | 5,857   | 22.0%  | 68    | 0.3%  | 17,267  | 64.9%  | 3,434   | 12.9%  | 26,626    |
| 3월 25일~3월 26일 | 호남권 ARS                          | 43,888  | 19.7%  | 906   | 0.4%  | 133,130 | 59.9%  | 44,515  | 20.0%  | 222,439   |
| 3월 27일          | 호남권 대의원                       | 96      | 6.9%   | 4     | 0.3%  | 1,046   | 75.0%  | 249     | 17.8%  | 1,395     |
| 3월 27일~3월 28일 | 충청권 ARS                          | 18,514  | 15.4%  | 190   | 0.2%  | 57,284  | 47.7%  | 44,064  | 36.7%  | 120,052   |
| 3월 29일          | 충청권 대의원                       | 27      | 2.7%   | 3     | 0.3%  | 534     | 53.7%  | 430     | 43.3%  | 994       |
| 3월 29일~3월 30일 | 영남권 ARS                          | 35,214  | 18.6%  | 391   | 0.2%  | 121,683 | 64.3%  | 31,931  | 16.9%  | 189,219   |
| 3월 31일          | 영남권 대의원                       | 98      | 7.0%   | 3     | 0.2%  | 1,160   | 82.4%  | 146     | 10.4%  | 1,407     |
| 3월 31일~4월 2일  | 전국 2차 ARS                        | 99,020  | 23.8%  | 1,275 | 0.3%  | 203,067 | 48.8%  | 112,544 | 27.1%  | 415,906   |
| 3월 31일~4월 2일  | 재외국민 온라인                     | 911     | 29.9%  | 5     | 0.2%  | 2,001   | 65.6%  | 130     | 4.3%   | 3,047     |
| 3월 31일~4월 2일  | 수도권·강원·제주 ARS                | 139,339 | 22.1%  | 2,001 | 0.3%  | 379,633 | 60.2%  | 109,767 | 17.4%  | 630,740   |
| 4월 3일           | 수도권·강원 대의원                  | 492     | 10.7%  | 41    | 0.9%  | 3,034   | 66.3%  | 1,011   | 22.1%  | 4,578     |
| 최종 결과         | 최종 결과                           | 347,647 | 21.16% | 4,943 | 0.30% | 936,419 | 57.00% | 353,631 | 21.52% | 1,642,640 |

전체 선거인단 2,144,840명 중 1,642,677명이 투표하여 76.59%의 투표율을 기록하였다. 다만 무효표가 37표가 나와 총 유효투표수는 1,642,640표였다.

## 일정
2017년
- 2월 15일~3월 21일: 선거인단 모집[19]
- 3월 3일: 첫 번째 예비후보자 토론회
- 3월 6일: 두 번째 예비후보자 토론회
- 3월 12일~3월 13일: 경선 후보자 등록 접수
- 3월 14일: 첫 번째 후보자 경선 토론
- 3월 17일: 두 번째 후보자 경선 토론
- 3월 19일: 세 번째 후보자 경선 토론
- 3월 22일: 전국 동시 투표소 투표, 제주 대의원 투표
- 3월 25일~3월 26일: 호남권 ARS 투표
- 3월 27일: 호남권 순회 투표
- 3월 27일~3월 28일: 충청권 ARS 투표
- 3월 29일: 충청권 순회 투표
- 3월 29일~3월 30일: 영남권 ARS 투표
- 3월 31일: 영남권 순회 투표
- 3월 31일~4월 2일: 수도권·강원 ARS투표, 2차 선거인단 ARS투표, 재외선거인단 인터넷투표
- 4월 3일: 수도권·강원 순회 투표(최종 과반시 아래는 생략)
- 4월 4일~4월 6일: 결선 ARS투표
- 4월 6일~4월 7일: 결선 인터넷투표
- 4월 7일: 결선 투표소투표
- 4월 8일: 결선 현장투표(전국대의원)

## 같이 보기
- 대한민국 제19대 대통령 선거
- 대한민국 제19대 대통령 선거 자유한국당 후보 경선
- 대한민국 제19대 대통령 선거 국민의당 후보 경선
- 대한민국 제19대 대통령 선거 바른정당 후보 경선
- 대한민국 제19대 대통령 선거 정의당 후보 경선